# Omalogyra taludana
Omalogyra taludana is een slakkensoort uit de familie van de Omalogyridae. De wetenschappelijke naam van de soort is voor het eerst geldig gepubliceerd in 1989 door Castellanos.